# Славінк
Славінк — голландська м'ясна страва, що складається наполовину з фаршу зі свинини і фаршу з яловичини, загорнутого в голландський бекон, і який смажать на олії або маслі протягом 15 хвилин. Різновид страви називається "blinde vink". Він готується за участю телятини.
Вперше славінк був зроблений в 1952 році на бійні «Slagerij Spoelder» в Ларені, винахід нової страви приніс місцевим м'ясникам премію Golden Butcher's Ring. Спочатку начинка славінка була зроблена з копченої ковбаси, але потім рецепт був змінений. Славінк можна перекласти як зяблик. Слово «славінк» ймовірно походить від слова «slagersvink», зяблик + м'ясник.

## Галерея

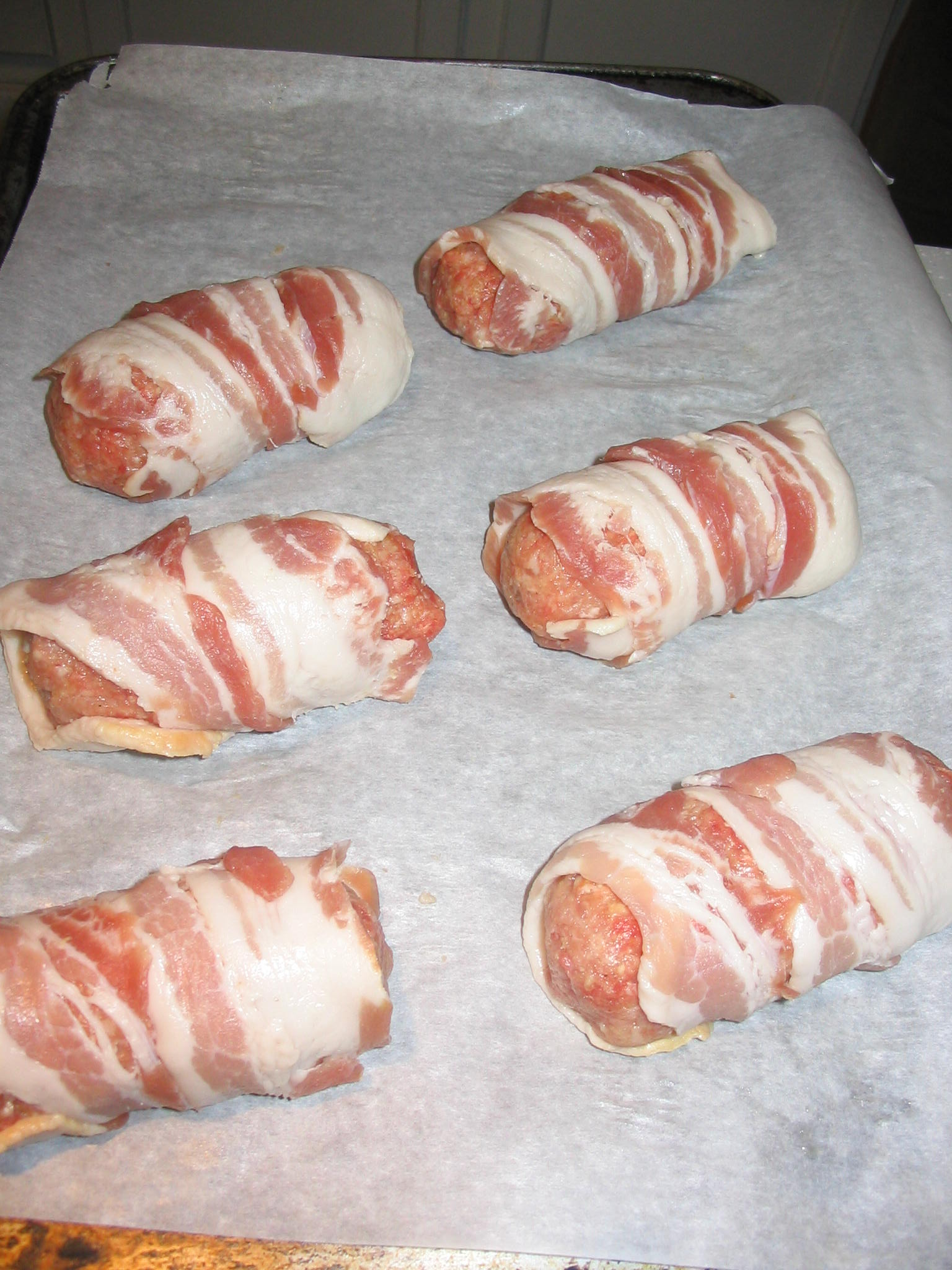
Шість славінків, готових до обсмажування
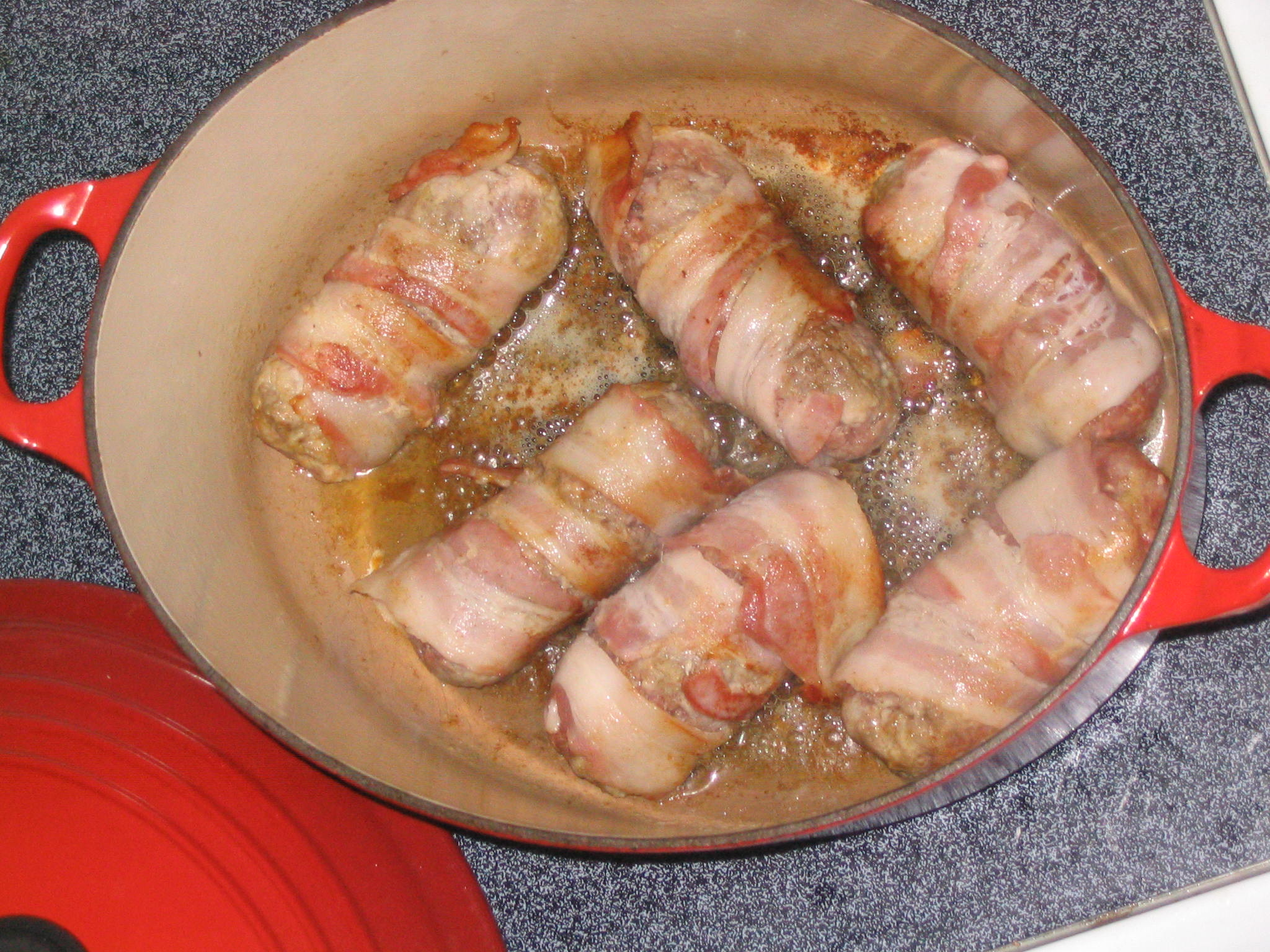
Славінки, готові до тушкування